# Casasia clusiifolia

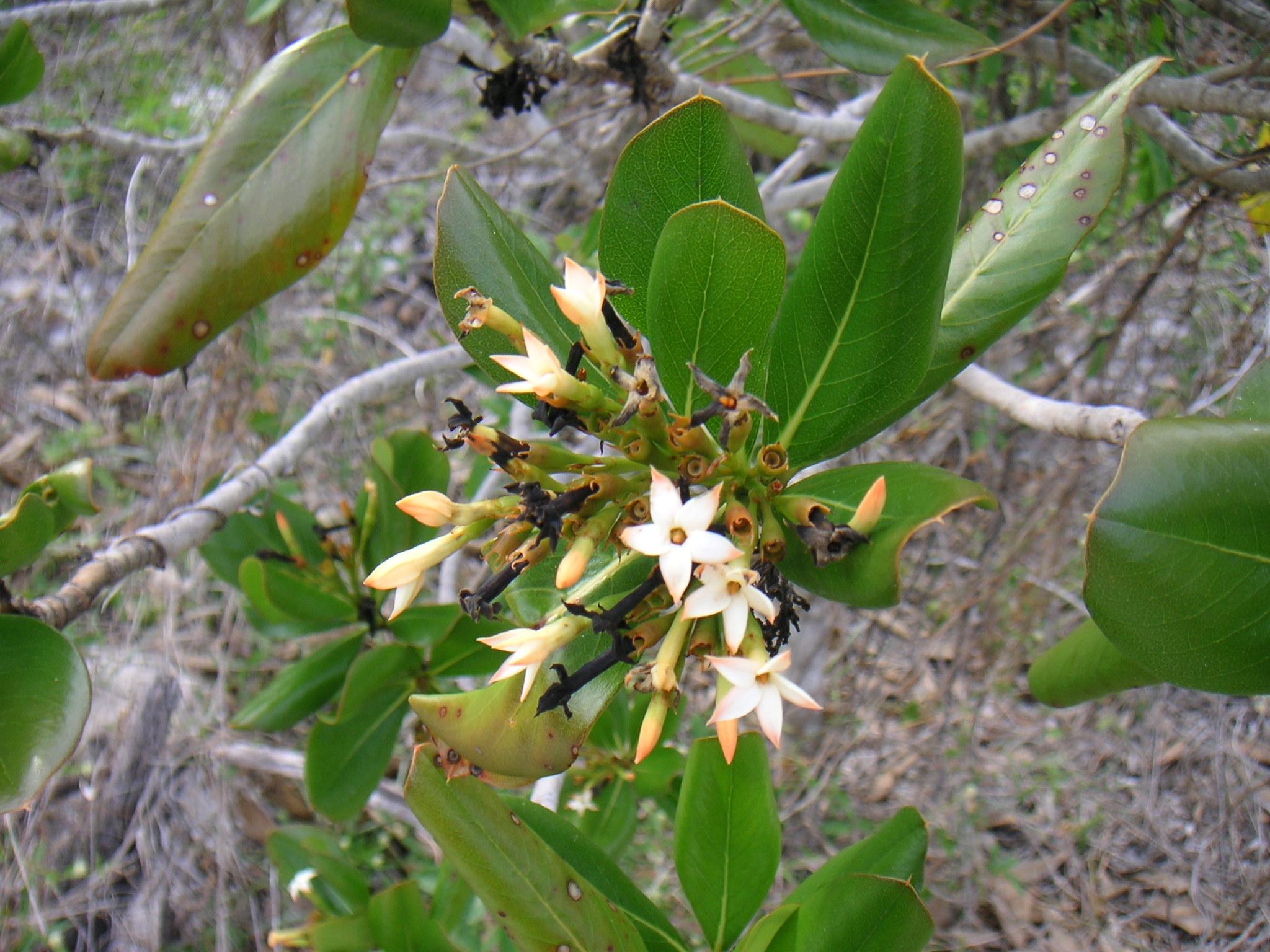
Blütenstand

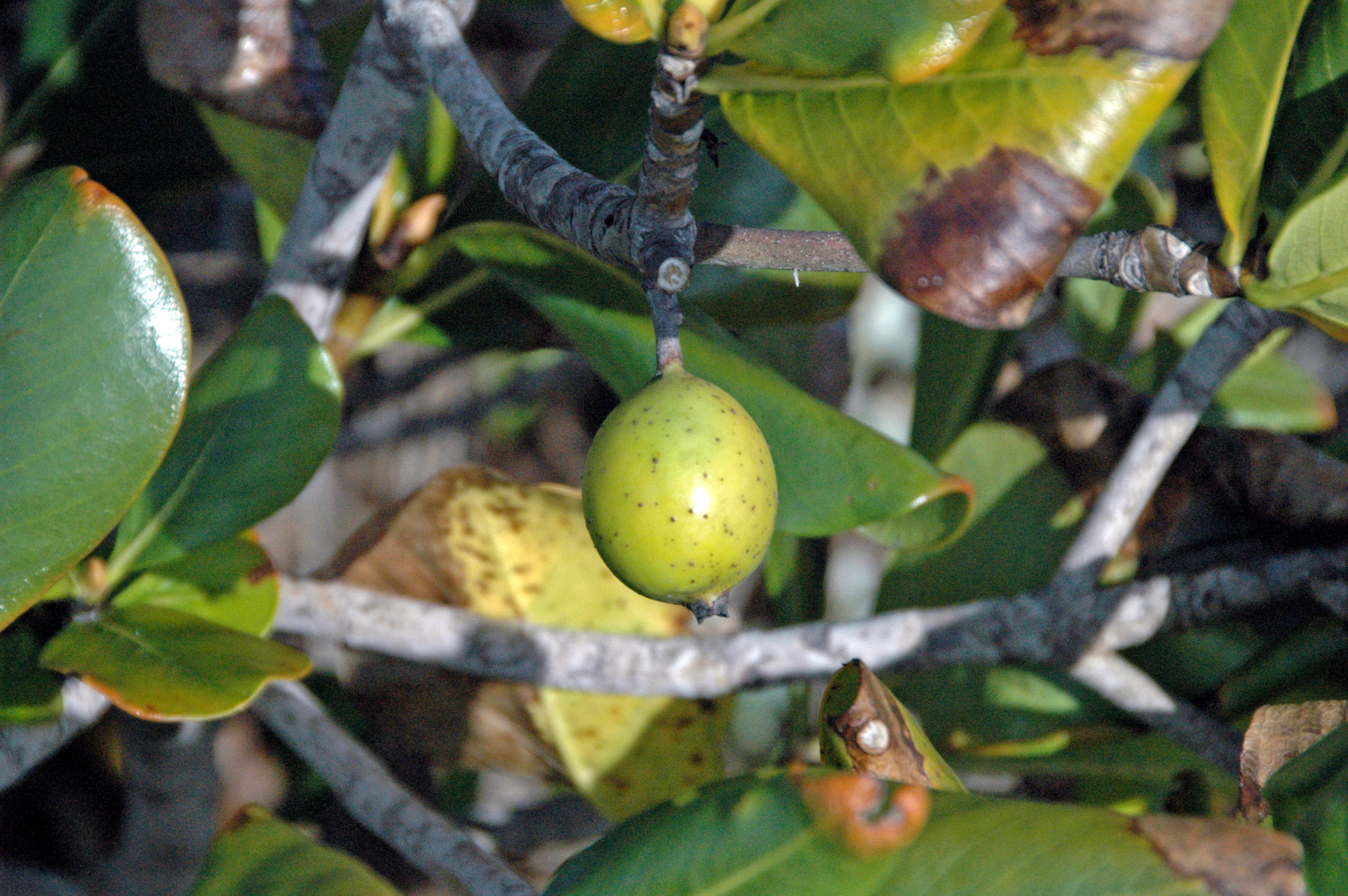
Unreife Frucht

Casasia clusiifolia ist eine Pflanzenart in der Familie der Rötegewächse aus der nördlicheren Karibik, den Bermudas, Bahamas, Turks- und Caicosinseln und Kuba bis nach Florida.

## Beschreibung
Casasia clusiifolia wächst als immergrüner, salztolerater, etwa 1 bis über 3,5 Meter hoher Strauch oder als kleiner Baum.
Die einfachen und kurz gestielten, ledrigen Laubblätter sind fast kahl und gegenständig bis büschelig an den Zweigenden angeordnet. Sie sind bis etwa 7–15 Zentimeter lang, verkehrt-ei- bis spatelförmig, ganzrandig und abgerundet bis gestutzt oder eingebuchtet, seltener spitz oder rundspitzig und manchmal (fein)stachelspitzig. Es sind kleine, interpetiolare Nebenblätter vorhanden.
Casasia clusiifolia ist zweihäusig diözisch. Die Blüten erscheinen endständig, die männlichen zu mehreren in zymösen Blütenständen, die weiblichen meist einzeln. Die duftenden, fünfzähligen und gestielten, funktionell eingeschlechtlichen Blüten sind weiß mit doppelter Blütenhülle. Die kleinen Kelchblätter an einem schmal-becherförmigen Blütenbecher sind kurz ringförmig verwachsen, mit kleinen, pfriemlichen Zipfeln. Die Krone ist stieltellerförmig mit dachigen, schmal-eiförmigen, bis etwa 2 Zentimeter langen, spitzen Zipfeln mit oft orangen Spitzen. Die fast sitzenden, kurzen Staubblätter mit länglichen Antheren sind im unteren Teil der bis zu 2,3 Zentimeter langen Kronröhre angeheftet. Der einkammerige Fruchtknoten ist unterständig mit einem dicklichen, knapp eingeschlossenem Griffel mit zwei- bis dreilappiger, länglicher Narbe. In den männlichen Blüten ist ein unfruchtbarer Fruchtknoten und in den weiblichen Blüten sind unfruchtbare Staubblätter ausgebildet.
Es werden gelb-orange, leicht bräunlich gesprenkelte, zur Vollreife schwärzliche, schrumplige, eiförmige bis ellipsoide oder rundliche, etwa 5–7 Zentimeter große, vielsamige Früchte, Beeren (Scheinfrucht) mit fester Schale und Kelchresten an der Spitze gebildet. Die abgeflachten Samen mit körniger Samenschale liegen in einer fleischigen Pulpe.

## Verwendung
Die vollreifen Früchte mit gelatinösem, schwärzlichem Fruchtfleisch sind essbar. Zum Essen wird ein Loch in der Schale gemacht und die Pulpe herausgesogen. Allerdings ist es nicht jedermanns Geschmack.

## Taxonomie
Casasia clusiifolia wurde 1797 von Nikolaus Joseph von Jacquin als Gardenia clusiifolia in Collectanea, vol. 5, S. 37 erstbeschrieben. Die Art wurde von Ignatz Urban als Casasia clusiifolia (Jacq.) Urb. in Symb. Antill. 5: 505 (1908) in die Gattung Casasia gestellt. Der Gattungsname Casasia ehrt des spanischen Gouverneur von Kuba Luis de las Casas y Agorri (1745–1800).